# Quinto Vercellese
Quinto Vercellese (piemontiul: Quint) település Olaszországban, Vercelli megyében. Lakosainak száma 384 fő (2023. január 1.). Quinto Vercellese Caresanablot, Olcenengo, Oldenico, Collobiano és Vercelli községekkel határos.

## Népesség
A település népességének változása:
| Lakosok száma | 376  | 390  | 384  |
|               | 2017 | 2018 | 2023 |